# Skurlängdskodning
Skurlängdskodning (RLE, en. Run Length Encoding) är en datakompressionsmetod som är vanlig då man har data där samma skrivtecken ofta uppträder flera gånger i följd. En sekvens med upprepningar av samma tecken brukar kallas skurlängd. I skurlängdskodning utförs komprimeringen genom att finna skurlängder av tecken och ersätta dessa med koder i kortare längder för att uppnå komprimering. Ett vanligt sätt att bestämma sina koder, är att man bestämmer att ett visst tecken betyder "det här är en kod", sedan följs det tecknet av ett annat, som anger vilket tecken det handlar om. Sedan anges hur många gånger tecknet upprepas.

## Exempel
Antag att vi bestämmer att kodtecknet ska vara 3. Sedan vill vi skurlängdskoda följande data:
- - 1 2 2 2 2 5 5 5 5 5 5 1 1 1

Kodningen ger då utmatning:
- - 1 3 2 4 3 5 6 3 1 3

Utmatningen avkodas på följande vis:
- Tecknet 1, 1 i avkodningen.
- Tecknet 3, kodtecknet. Här börjar en upprepning...
- ...av tecknet 2...
- ...och det upprepas 4 gånger – avkodas alltså till 2222.
- o.s.v